# Francesco Bordoni
Francesco Bordoni (Firenze, 1580 – Parigi, 16 febbraio 1654) è stato uno scultore italiano naturalizzato francese.

## Biografia
Francesco Bordoni fu allievo di Pietro Francavilla nel 1592 e ne sposò la figlia, Bernarde 3 .
Lavora nella bottega del Giambologna al tempo di Ferdinando I de Medici .
Intorno al 1601 seguì i suocero in Francia. Ritornò quindi a Firenze, ma nel 1607 si trova in Francia a Saint-Germain-en-Laye.
Lavora per Tommaso Francini e suo fratello Alessandro alle sculture per la decorazione delle fontane che costruiscono per i giardini dei palazzi reali di Saint-Germain-en-Laye sul modello della villa medicea di Pratolino.
Ottenne la naturalizzazione francese nell'ottobre 1611, confermata nel maggio 1621 da una lettera di naturalizzazione firmata dal re Luigi XIII.
Si è poi trasferito a Parigi . Continua a lavorare per la famiglia reale e per i Concini, per i quali costruisce il loro albergo a Parigi 4 .
Nel 1618, Luigi XIII commissionò a Bordoni la finitura di queste statue che rappresentano i prigionieri del monumento equestre di Enrico IV iniziate dal maestro Francavilla dopo la morte di quest'ultimo nel 1615 .
Nel 1626 scolpì per il Carmelo di Pontoise la tomba a doppia faccia della Beata Maria dell'Incarnazione Avrillot nella chiesa carmelitana. Restano le statue funerarie realizzate in un blocco di marmo offerto da Maria de Medici, una collocata nel Carmelo di Pontoise, l'altra in quello di Créteil   .
Nel 1630, divenne il primo scultore del re e importò il marmo dall'Italia. Nel 1633, per la Cappella della Trinità del Castello di Fontainebleau, realizzò il pavimento in marmo e l'altare maggiore con le statue di Saint-Louis, Carlo Magno e quattro angeli in bronzo  .